# Drapeau de la Bolivie
L'actuel drapeau de la Bolivie a été adopté le 31 octobre 1851. Il est composé de trois bandes horizontales de même largeur dont les couleurs sont, du haut vers le bas, le rouge, le jaune et le vert : la bande rouge représente le sang perdu par les combattants ayant protégé le pays, la bande jaune représente la richesse minérale et les ressources naturelles ; la bande verte représente la richesse de l'environnement naturel et de ses nombreuses plantes et fleurs.
Le drapeau de l'État porte les armes de la Bolivie au centre.
Le wiphala — à l'origine un symbole des peuples quechuas — est également reconnu comme deuxième symbole de l'État plurinational de Bolivie depuis 2009 par la constitution bolivienne.
Les indigènes de l'est possèdent un drapeau (es) représentant l'un des deux emblèmes floraux du pays, le patujú (Heliconia rostrata). Il est reconnu comme symbole départemental de Santa Cruz et du Beni mais pas comme symbole national.

## Drapeaux

Pavillon Civil.
Pavillon de la marine.
Pavillon de beaupré.
Wiphala.

## Anciens drapeaux
Le premier drapeau de la Bolivie est créé sur la colline de K'onchupata de la ville d'Oruro, en même temps que les premières armes, le 17 août 1825. Il est constitué de trois bandes horizontales : une verte, une rouge et une verte. Dans la bande rouge sont disposées au centre et en croix, les cinq étoiles représentant les cinq départements créés en même temps que la Bolivie. Chaque étoile est entourée d'une couronne formée d'un rameau de laurier et d'un rameau d'olivier. Le vert représente le règne végétal alors que le rouge représente le règne animal.
Le drapeau est adopté le 25 juillet 1826. Il est toujours composé de trois bandes horizontales mais les couleurs changent et deviennent : le jaune, le rouge et le vert.  En son centre sont disposées les secondes armes.

Bandera Menor (1825–1826)
Bandera Mayor (1825–1826)
Bandera Menor (1826–1851)
Bandera Mayor (1826–1851)

## Informations techniques
| Couleur | Rouge          | Jaune         | Vert            |
| ------- | -------------- | ------------- | --------------- |
| Pantone | 485            | 116           | 356             |
| RGB     | 213-43-30      | 252-209-22    | 0-121-52        |
| CMYK    | C0-M80-Y86-K16 | C0-M17-Y91-K0 | C100-M0-Y57-K53 |
| HEX     | #D52B1E        | #FCD116       | #007934         |